# Zoccolo equino
Lo zoccolo del cavallo e delle altre specie del genere Equus è la scatola cornea che ricopre la terza falange, l'osso navicolare e la porzione distale della seconda falange.
Sia gli equini selvatici sia gli equini inselvatichiti possiedono zoccoli di straordinaria solidità e salute, che permettono qualsiasi andatura su qualsiasi tipo di terreno.

## Aspetti di anatomia

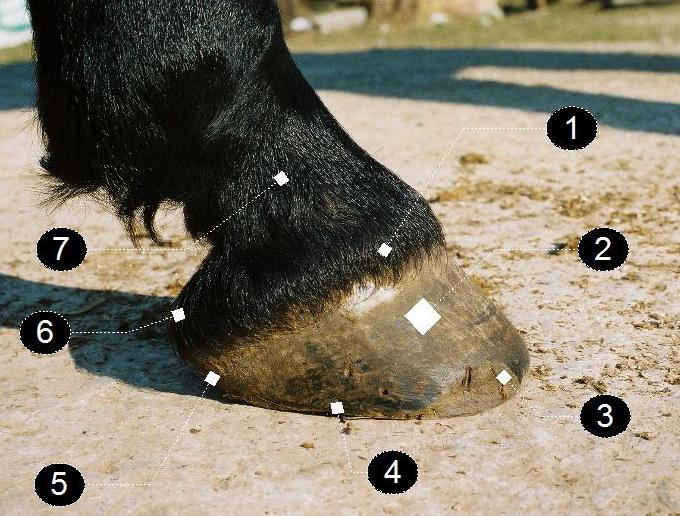
Zoccolo sferrato, vista laterale. Nel dettaglio: corona (1), muraglia (2), punta (3), quarto (4), tallone (5), glomo (6), piccolo pastorale o seconda falange (7)

Lo zoccolo del cavallo è costituito da una serie di strutture costituite da materiale corneo, di diversa durezza ed elasticità; ricopre la sottostante struttura scheletrica, costituita dalla terza falange digitale, chiamata osso triangolare per la sua forma. In alto il limite fra cute coperta di pelo e zoccolo prende il nome di corona, e ha forma circolare inclinata obliquamente verso il basso dall'avanti all'indietro. Dalla corona origina la superficie esterna dello zoccolo, l'unghia vera e propria, chiamata muraglia; a causa dell'inclinazione della corona, la muraglia è molto più lunga anteriormente (punta della muraglia), di lunghezza intermedia nella parte laterale (quarti della muraglia) e ha la lunghezza minima nell'estremità postero-laterale (talloni). La muraglia non avvolge completamente lo zoccolo; i talloni sono infatti separati da una struttura duro-elastica, di consistenza analoga alla gomma dura, chiamata fettone. Al di sopra della corona, in corrispondenza dei talloni e del fettone, lo zoccolo presenta due bozze leggermente rilevate, ovalari, chiamate glomi.

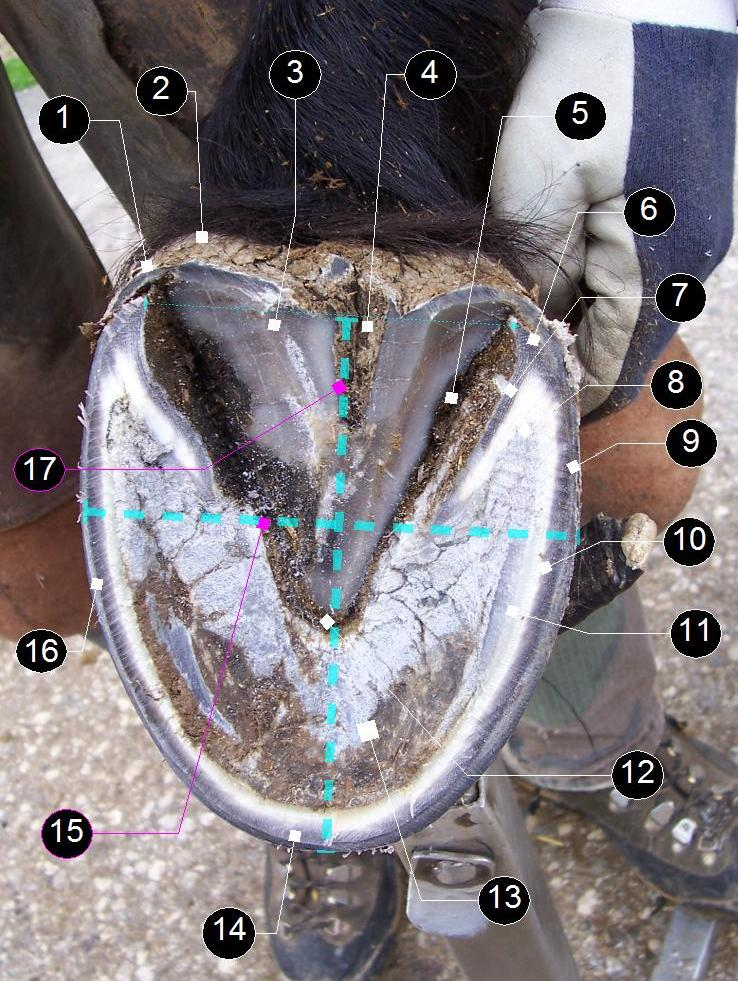
Zoccolo sferrato, vista dal fondo. Dettagli: perioplio del tallone (1), glomo (2), fettone (3), lacuna centrale (4), lacuna collaterale (5), tallone (6), barra (7), angolo di inflessione (8), muraglia pigmentata (9)(strato esterno), muraglia non pigmentata (10) (strato interno), linea bianca (11), punta del fettone (12), suola (13), punta dello zoccolo (14), guida per la misura della larghezza (15) (linea azzurra tratteggiata), quarto (16), guida per la misura della lunghezza (17) (linea azzurra tratteggiata)

Se sollevando lo zoccolo se ne esamina la superficie inferiore, è possibile notare che la muraglia ne costituisce il margine esterno tutt'attorno. Più all'interno è molto evidente la forma del fettone, triangolare, con la punta rivolta in avanti; al margine del fettone si osservano due fessure di profondità crescente dall'avanti all'indietro, chiamate lacune collaterali. In corrispondenza dei talloni la muraglia si ripiega bruscamente all'interno e continua al di sotto dello zoccolo delimitando la faccia esterna delle lacune collaterali e spingendosi per vari centimetri in avanti, parallelamente al fettone; queste ripiegature prendono il nome di barre. Lo spazio compreso fra la muraglia esterna e le strutture centrali (barre, lacune collaterali, fettone) è riempito di materiale corneo di consistenza variabile, chiamata suola.
Tutt'attorno alla corona la muraglia è coperta per un paio di centimetri da un sottile strato di materiale corneo opaco che verso il basso sparisce rivelando la superficie liscia e lucida della muraglia, il perioplio. Nella parte posteriore dello zoccolo il perioplio è più spesso, assume una consistenza gommosa analoga a quella del fettone, ricopre buona parte della superficie esterna dei talloni e si fonde con la parte posteriore del fettone.

## Caratteristiche meccaniche e funzioni

### La muraglia
La muraglia va immaginata come una robusta "armatura" che riveste e protegge le strutture interne sensibili dello zoccolo, analogamente all'esoscheletro degli insetti, e come quello svolge anche una funzione di supporto del peso e di dissipazione delle forze statiche e dinamiche. La sua consistenza è tenace ed elastica, abbastanza simile a quella di una lastra di teflon; lo spessore varia da circa 6 a circa 12 mm. È costituita da tre strati sovrapposti: dall'esterno all'interno, lo strato pigmentato, lo strato non pigmentato e la linea bianca.
Lo strato pigmentato viene prodotto in corrispondenza della corona e il suo colore corrisponde al colore del pelo immediatamente adiacente alla corona stessa; se il pelo della corona presenta macchie, ognuna delle macchie si trasforma nella muraglia in una striscia pigmentata parallela che si estende verso il basso evidenziando la direzione della crescita della muraglia (zoccolo striato). Ha prevalentemente una funzione di protezione e le sue caratteristiche meccaniche la rendono inadatto a svolgere una funzione di supporto del peso; nel punto in cui tocca il suolo tende a scheggiarsi e a slabbrarsi.
Lo strato non pigmentato non viene prodotto dalla corona, ma dal corion, ossia dallo strato vivo di tessuto sottostante alla muraglia; strati successivi di materiale corneo vengono pertanto aggiunti alla muraglia man mano che questa, crescendo, si sposta verso il terreno. Lo spessore dello strato non pigmentato quindi cresce progressivamente dall'alto verso il basso e alla fine raggiunge i due terzi circa dello spessore totale della muraglia. Dotato di ottime caratteristiche meccaniche, è deputato alla funzione di supporto e resiste molto bene al contatto con il suolo.
La linea bianca è lo strato più interno, di consistenza più tenera e di struttura fibrosa; ha un colorito giallastro ed emerge sulla superficie inferiore dello zoccolo come un sottile confine fra la muraglia e la suola. La linea bianca rappresenta il punto di congiunzione fra la muraglia e le strutture interne sensibili dello zoccolo; ogni alterazione visibile della linea bianca indica l'alterazione del corion e l'alterazione delle delicate e importantissime connessioni che "legano" la muraglia ai tessuti e allo scheletro sottostante. A causa della sua consistenza piuttosto ridotta va incontro ad una rapida usura nel punto di affioramento e si riconosce come un sottile solco fra muraglia e suola, spesso contenente terra o granelli di sabbia.
I tre strati della muraglia sono fusi in un'unica massa e crescono insieme verso il basso. Se la naturale usura non li consuma regolarmente, con il tempo finiscono per sporgere dal piano della suola di molti millimetri o anche di molti centimetri in caso di trascuratezza del proprietario.
La muraglia costituisce il punto d'appoggio del ferro e i chiodi vengono applicati obliquamente, entrando dalla linea bianca e attraversando verso l'esterno i vari strati, per emergere dallo strato pigmentato a 15–20 mm dal margine inferiore dello zoccolo.

### Il fettone
Il fettone è una struttura triangolare con la punta in avanti che si estende per circa due terzi della lunghezza della suola a partire dall'estremità posteriore della suola. Il suo spessore cresce in senso antero-posteriore e posteriormente sfuma nel perioplio dei talloni. Centralmente presenta un solco chiamato lacuna centrale che si estende posteriormente verso l'alto, separando in parte i glomi.
Ha un colore nerastro e una particolare consistenza gommosa, indizio della sua funzione di "ammortizzatore elastico" e di "punto di presa" su superfici dure e potenzialmente scivolose. Cresce verso il basso e, nel cavallo stabulato, si consuma per fenomeni di degradazione batterica più che per vera e propria usura. Nel cavallo domestico la sua superficie inferiore appare quindi spesso sfrangiata, molle e irregolare.
Anatomicamente è l'equivalente della punta delle dita dell'uomo.

### La suola
La suola, in genere bianco-giallastra e meno frequentemente debolmente pigmentata, riempie tutto lo spazio all'interno del margine inferiore della muraglia. In profondità la suola è costituita da un materiale traslucido, ceroso, chiamato "suola viva" o "suola buona". In superficie la suola assume consistenza variabile in funzione della presenza o dell'assenza del contatto con il suolo e dal movimento. Se il contatto manca, per eccessiva lunghezza delle muraglie, presenza del ferro o scarso movimento, la superficie della suola assume un aspetto farinoso e friabile, facilmente asportabile grattandola leggermente; se invece il contatto è presente e il movimento adeguato, la suola si compatta in un materiale molto duro, liscio, lucido (callo della suola), di consistenza poco inferiore a quello della muraglia, con un fenomeno sostanzialmente analogo alla formazione della callosità delle piante dei piedi scalzi e delle zone più stimolate del palmo delle mani nell'uomo.

### Le barre
Originano dalla muraglia dei talloni, con un brusco angolo all'interno e in avanti chiamato angolo di inflessione, e decorrono parallelamente al margine posteriore del fettone delimitando esternamente la lacuna collaterale. Hanno una struttura in tre strati analoga a quella della muraglia esterna e un'analoga consistenza. Normalmente pressoché verticali, in caso di crescita eccessiva tendono a ripiegarsi verso l'esterno, adagiandosi sulla superficie della suola e talora venendone apparentemente inglobate.

### Le strutture interne

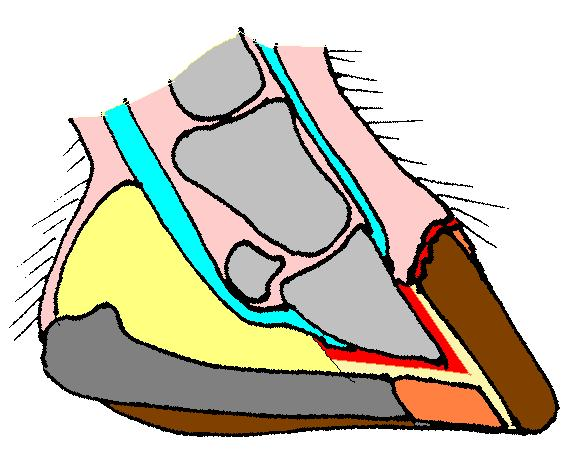
Sezione sagittale di uno zoccolo naturale, non ferrato. Rosa: tessuti molli; grigio chiaro: ossa (falangi e navicolare); azzurro: tendini; rosso: corion vivo; giallo: cuscinetto plantare; grigio scuro: fettone; arancio: suola; marrone: muraglia)

La terza falange (osso triangolare), completamente coperta dallo zoccolo, ha una forma semilunare concava in basso; la superficie esterna corrisponde alla parte anteriore della muraglia. Fra il triangolare e la muraglia si trova il corion vivo, il "letto ungueale" che costituisce la parte viva della muraglia ed è formato dalle "lamine", strutture dermoepidermiche riccamente vascolarizzate che, fra l'altro, permettono la stretta connessione fra triangolare e muraglia. . Nella parte posteriore dello zoccolo, fra i talloni, il fettone e le strutture più profonde è interposto il cuscinetto plantare, costituito da tessuto fibroadiposo nel puledro, destinato a trasformarsi in robusto tessuto fibrocartilagineo nel cavallo adulto sano. Più in profondità il tendine c'è flessore profondo, che si connette al triangolare dopo aver superato l'osso navicolare, che funge da "puleggia".

## Il meccanismo dello zoccolo

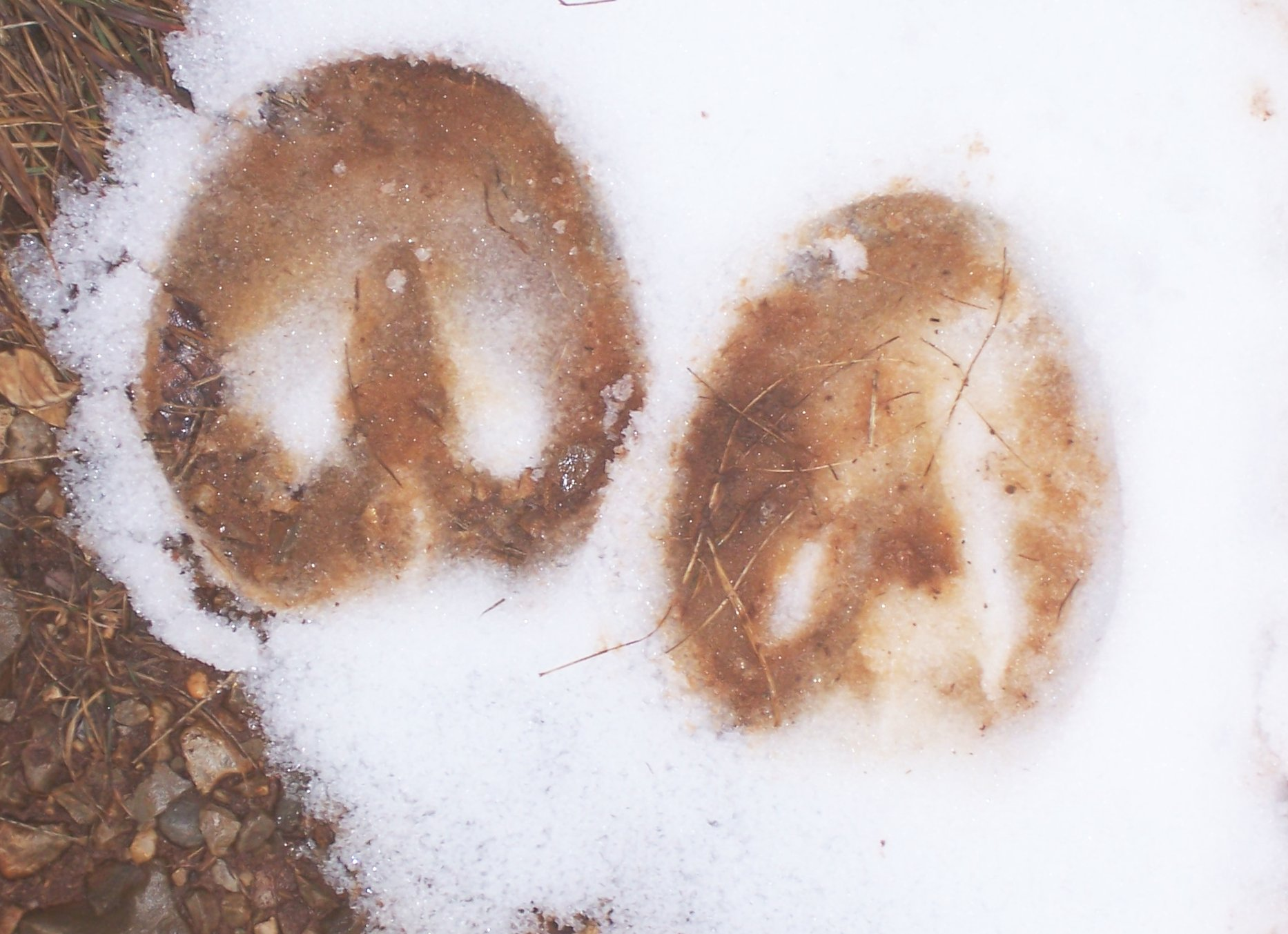
Impronte di zoccoli sferrati sulla neve. A sinistra, l'anteriore, più rotondo. Notare l'ampio contatto delle strutture dello zoccolo con il suolo.

Lo zoccolo, contrariamente alle apparenze, non è una struttura rigida, ma elastica e flessibile; la deformazione fisiologica dello zoccolo caricato dal peso prende il nome di elaterio. La superficie inferiore dello zoccolo non è piana, ma è incavata a coppa; l'incavo, di profondità variabile attorno a 1-1,5 cm, raggiunge la massima profondità in corrispondenza dell'apice del fettone. Oltre che essere incavato, lo zoccolo di conformazione naturale ha il margine inferiore ed esterno, costituito dalla muraglia, arcuato dall'avanti all'indietro; appoggiato al suolo senza carico, lo tocca solo in corrispondenza della punta e dei talloni, e ne resta sollevato nella zona centrale.
I punti di contatto dello zoccolo su una superficie dura e liscia, senza carico, prendono il nome di punti di contatto attivo. Poiché la suola reagisce al contatto con il suolo trasformandosi in "callo", ossia diventando più dura, i punti di contatto attivo in corrispondenza della punta non sono visibili come aree di maggiore usura, ma come punti leggermente sporgenti della superficie.
Sotto carico lo zoccolo si deforma in modo complesso. L'arco plantare si appiattisce, la concavità plantare si riduce, e i talloni si allontanano uno dall'altro. Il diametro dello zoccolo aumenta; lo zoccolo assume la sua configurazione dilatata. Al suo interno l'osso triangolare si abbassa leggermente spostandosi rispetto alla muraglia. Da notare anche che la deformazione sotto carico causa una depressione all'interno dello zoccolo, subito compensata da un afflusso sanguigno (fase di diastole).
Quando il carico cessa lo zoccolo riassume elasticamente la sua forma contratta, la pressione al suo interno aumenta e ne consegue l'efflusso del sangue (fase di sistole).
Durante il movimento queste deformazioni si ripetono ad ogni passo e sono rese più complesse dal fatto che il punto di massimo carico varia durante l'avanzamento del passo. Infatti questo punto si trova a livello del tallone nel momento dell'atterraggio dello zoccolo sul suolo, per portarsi poi in avanti e concentrarsi sulla punta nel momento della massima spinta in avanti e immediatamente prima dello stacco (breakover) dal suolo.
Durante la fase di carico molte aree dello zoccolo toccano il suolo (aree contatto "passivo"). Nel caso frequente che il suolo non sia liscio e rigido, ma deformabile o irregolare, il contatto passivo avviene in qualsiasi punto della superficie inferiore (muraglia, suola, barre, fettone), con la sola eccezione delle parti più profonde delle lacune collaterali.
Il meccanismo dello zoccolo favorisce la circolazione sanguigna all'interno dello zoccolo stesso e contribuisce all'efficienza della circolazione generale, incrementando il ritorno venoso al cuore con conseguente aumento della gittata cardiaca. Infatti si usa dire che "il cavallo è dotato di cinque cuori".